# Achterhoeks theebeschuit
Achterhoeks theebeschuit is een Nederlands streekproduct met kaneel, oorspronkelijk uit Breedenbroek in de Achterhoek (provincie Gelderland).
Dit traditionele kaneelbeschuit wordt gemaakt van oud brood, dat wordt in repen gesneden en aan één zijde in melk gedoopt. De natte kant gaat in een bakje met een mengsel van fijne suiker en kaneel, waarna het in de oven wordt gebakken tot het knapperig is. Het dubbele bakproces kost dertig uur. Het werd verkocht als bijproduct door verschillende bakkers in de Achterhoekse streek. Bakker Johan Kemper maakte in de jaren vijfig dit beschuit op grotere schaal bij "De Kempermolen" in Breedenbroek. Bakker Bendicks Kuipers uit Winterswijk nam de productie in de jaren negentig over. Sinds 2016 komen de theebeschuitjes uit de matzesfabriek Hollandia in Enschede. Op de verpakking staat een afbeelding van watermolen "Berenschot" in Winterswijk. In een standaard verpakking zitten vijftien beschuitjes, die nu uit Twente komen.